# Merseburgi Thietmar
Merseburgi Thietmar (975. július 25. – 1018. december 1.), német (szász) krónikaíró.

## Élete
Thietmar a szász Walbeck grófok családjába született, akik rokonságban álltak I. Ottó német császárral, valamint Babenbergekkel. Neveltetésében fontos szerepet játszott nagynénje, valamint a merseburgi (Szász-Anhalt tartomány) kolostor iskolája (ebben az iskolában tanult rokona, a szintén krónikaíró Querfurti Brúnó). A merseburgi kolostorban lett apát, majd ezzel egyidőben a család walbecki monostorának lesz a prépostja. 1004-ben szentelik pappá, majd 1009-ben a magdeburgi érsek közbenjárására kinevezték a Merseburgi egyházmegye élére. II. Henrikkel jó kapcsolatot ápolt, és gyakran feltűnt a császár országjáró kíséretében is.

## Történeti munkája

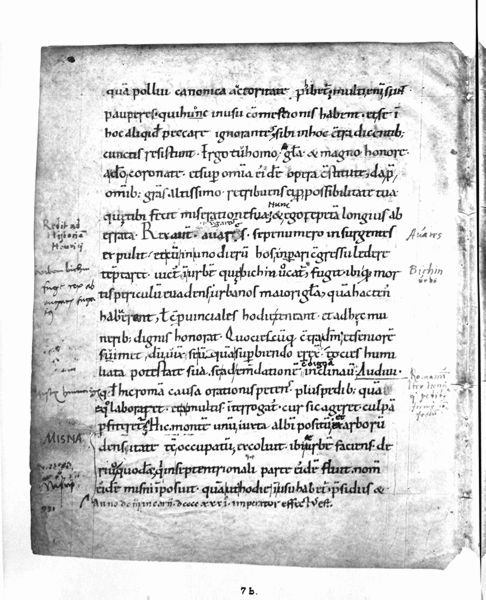
A Chronicon egyik lapja

A Chronicon vagy Krónika a merseburgi püspökség történetét kívánta megörökíteni nyolc könyvben, de fokozatosan válik műve világtörténetté. I. (Madarász) Henrik halálától követi az eseményeket saját koráig (II. Henrik). Pozitívan csak I. Ottóról és II. Henrikről írt.
Thietmar forrása a korábban történtekre elsősorban Corveyi Widukind volt, de számos szentéletrajzot és évkönyvet is felhasznált. A saját korára vonatkozó információkat különféle helyekről (főleg a birodalmi elit tagjaitól) gyűjtötte össze.
Műve szász szellemiséggel van átitatva, és néhol igencsak szubjektív, emellett püspökségének helyzetéből adódóan nagyon érdeklődött a környező államok (elsősorban Lengyelország) történései iránt, de hazánk eseményeiről is bőven írt (pl.: Géza fejedelemről, I. István megkoronázásáról), így fontos forrása a magyar történelemnek.